# Вчерашний ты, вчерашний я, вчерашний день
«Вчерашний ты, вчерашний я, вчерашний день» (иер. трад. 記得香蕉成熟時, упр. 记得香蕉成熟时, кант.-рус.: Цзи дэ... сян цзяо, чэн шу ши, англ. Yesteryou, Yesterme, Yesterday) — гонконгская комедия 1993 года, режиссёр Самсон Чи. Главные роли в фильме исполнили Фун Поупоу, Эллен Ло, Эрик Цан, Джон Тэнг и Энни Бай.
Картина получила две номинации на 13-й Гонконгской кинопремии.

## Сюжет
В фильме рассказывается история взросления мальчика Ен Шинг-Бо (Джон Тэнг), который появился на свет во время беспорядков в Гонконге в 1966 году. Ен влюбляется, и ему разбивают сердце, но в итоге он находит новых друзей и новую любовь.

## В ролях
- Джон Тэнг[кит.] — Ен Шинг-Бо
- Фун Поупоу— Ен Конг По-Чиу
- Эллен Ло— Тин-Тин
- Эрик Цан— Ён Кёйтин
- Энни Бай— Ло Мо-Дзен

## Трилогия
В 1994 году вышло продолжение трилогии — «Над радугой, под юбкой» режиссёра Джо Ма. А в 1997 году Джейкоб Чун снял третий фильм «Вчерашний ты, вчерашний я».

## Награды и номинации
| Награды                     | Награды            | Награды              | Награды   |
| Кинопремия                  | Категория          | Лауреат / претендент | Результат |
| --------------------------- | ------------------ | -------------------- | --------- |
| 13-я Гонконгская кинопремия | Лучший сценарий    | Ли Чи-Нгай           | Номинация |
| 13-я Гонконгская кинопремия | Лучший новый актёр | Джон Тэнг            | Номинация |